# Europawahl in Österreich 2019
- SPÖ: 5
- GRÜNE: 2
- NEOS: 1
- ÖVP: 7
- FPÖ: 3

Sitzverteilung nach Fraktionen
Die Europawahl in Österreich 2019 für die Wahl der österreichischen Mitglieder des Europäischen Parlaments fand im Rahmen der Europawahl 2019 am 26. Mai 2019 statt. Von den insgesamt 751 zu vergebenden Mandaten in den am Wahltag noch unverändert 28 Mitgliedsländern der Europäischen Union entfielen 18 auf Österreich. Da der Austritt des Vereinigten Königreichs aus der Europäischen Union vom Europäischen Rat zunächst auf den 31. Oktober 2019 verschoben wurde, musste das Land noch an der Wahl teilnehmen. Mit dem sogenannten „Brexit“ am 31. Jänner 2020 änderte sich die Zahl der pro Mitgliedsland zugewiesenen Mandate und die Zahl der österreichischen Sitze erhöhte sich damit auf 19 Plätze. Das zusätzliche Mandat bekamen die Grünen.

## Ausgangslage

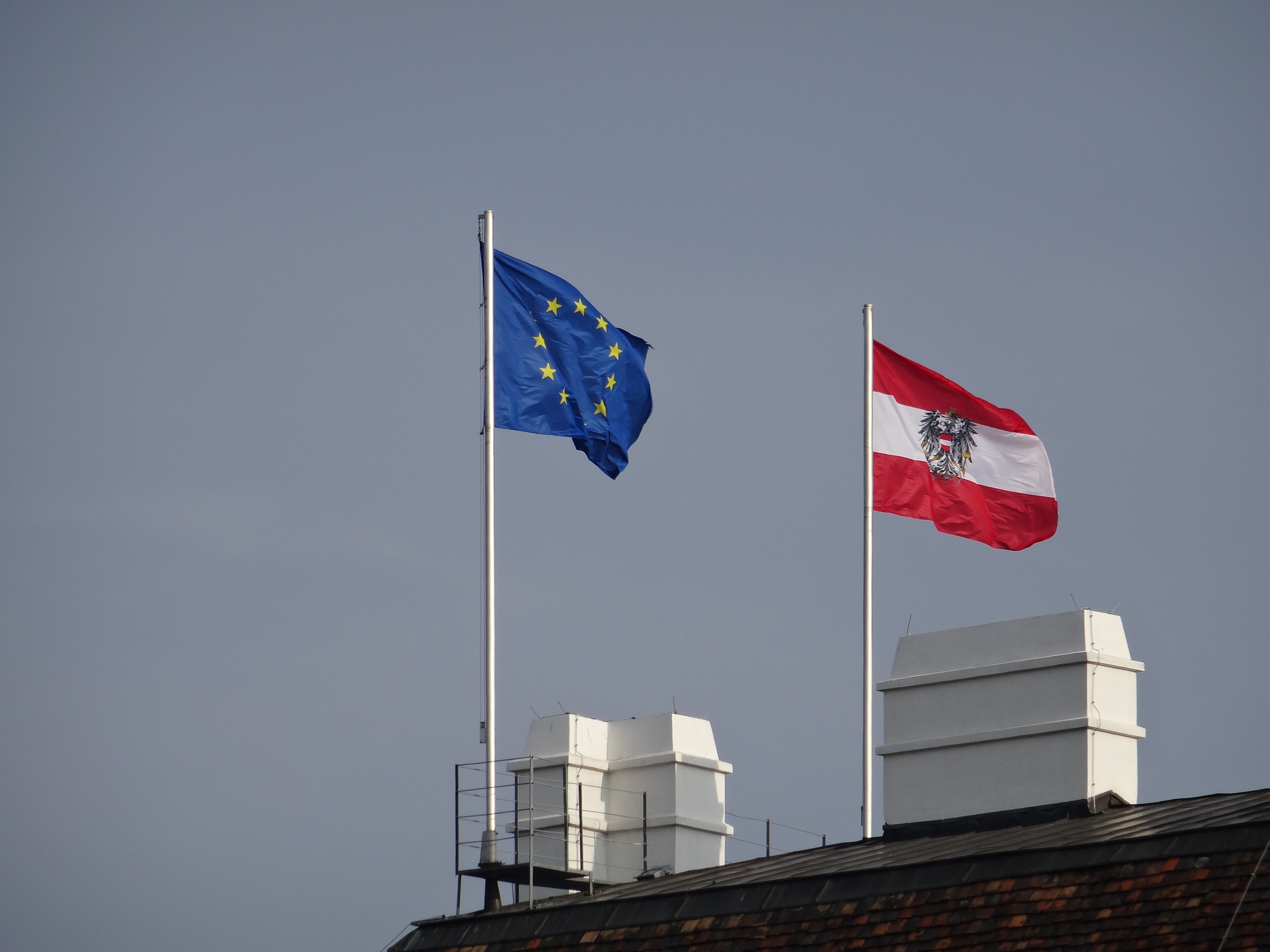
Flaggen der EU und von Österreich auf dem Dach der Präsidentschaftskanzlei in Wien

### Europawahl 2014
Bei der Europawahl 2014 zogen fünf Parteien aus Österreich in das Europaparlament ein. Die konservative ÖVP wurde trotz Verlusten stärkste Partei, knapp vor der sozialdemokratischen SPÖ – beide zu jenem Zeitpunkt Koalitionsparteien in der Bundesregierung. Die rechtspopulistische FPÖ konnte hinzugewinnen und ihre Mandate von zwei auf vier verdoppeln. Die Grünen gewannen leicht an Stimmen und ein Mandat, das liberale NEOS zog erstmals ins Parlament ein. Den Einzug nicht geschafft hatten EUSTOP (2,76 %), Europa Anders (2,14 %), REKOS (1,18 %) und BZÖ - Liste Mag. Wertmann (0,47 %).
Die Liste Dr. Martin, die 2009 noch fast 18 % der Stimmen erhalten hatte, trat nicht mehr an.

### Fraktionsbildung der FPÖ
Vor der Wahl 2014 hatte die FPÖ ein Bündnis unter anderem mit der französischen Front National, der italienischen Lega Nord und der niederländischen PVV gebildet. Ziel des Bündnisses war die Bildung einer Fraktion im Europäischen Parlament. Die Fraktion kam nach der Wahl nicht zustande, da nicht, wie notwendig, Abgeordnete aus sieben Mitgliedsländern der Fraktion zur Verfügung standen. Erst am 15. Juni 2017 konnte mit Hilfe einer ehemaligen UKIP-Abgeordneten die Fraktion Europa der Nationen und der Freiheit gegründet werden.

### Nationalratswahl 2017
Bei der vorgezogenen Nationalratswahl 2017 wurde die unter dem Namen Liste Sebastian Kurz – Die neue Volkspartei antretende ÖVP stärkste Partei. In der Folge bildete sich eine türkis-blaue Koalition mit Sebastian Kurz als Kanzler, die die bis dahin regierende Große Koalition ablöste.
Bei der Wahl schieden die Grünen aus dem Nationalrat aus und die neu gegründete Liste Pilz zog in den Nationalrat ein.

### Regierungskrise Mai 2019
Kurz vor dem Wahltermin gelangte ein heimlich aufgenommenes Video an die Öffentlichkeit, das Heinz-Christian Strache und den FPÖ-Klubobmann Johann Gudenus bei Gesprächen mit einer vermeintlichen russischen Oligarchennichte zeigt und beide Politiker schwer belastet. Das Video wurde am 17. Mai 2019 um 18 Uhr von den deutschen Medien Spiegel und SZ veröffentlicht. Die Affäre führte zu nationaler und internationaler Empörung, zum Rücktritt der beiden von allen Funktionen, zum Bruch der türkis-blauen Koalition auf Bundesebene und zur Ankündigung von Neuwahlen.

## Wahlrecht
Bei der Europawahl in Österreich sind alle Personen wahlberechtigt, die über die österreichische Staatsbürgerschaft und einen Hauptwohnsitz in Österreich verfügen, österreichische Staatsbürger ohne Wohnsitz in Österreich (Auslandsösterreicher) sowie andere Unionsbürger, wenn sie ihren Hauptwohnsitz in Österreich haben. Zudem müssen Wahlberechtigte spätestens am Wahltag das 16. Lebensjahr vollenden und am Stichtag (das war der 12. März 2019) in die Wählerevidenz/Europa-Wählerevidenz einer österreichischen Gemeinde eingetragen sein. Das passive Wahlrecht haben bei der Europawahl all jene Personen, die selbst wahlberechtigt sind und am Wahltag das 18. Lebensjahr vollendet haben.
Die endgültige Zahl der Wahlberechtigten zur Europawahl betrug 6.416.202 Personen, dies hat einem Anstieg von 5.600 Personen im Vergleich zur Wahl 2014 entsprochen. Inkludiert waren 44.718 Auslandsösterreicher und 38.668 EU-Bürger mit Hauptwohnsitz in Österreich. Die endgültige Zahl der Wahlberechtigten wurde nach einer Einspruchsphase am 6. Mai 2019 veröffentlicht.
Für die Wahl wurden 686.249 Wahlkarten beantragt, die höchste Anzahl bei einer österreichischen EU-Wahl. Gegenüber der Wahl 2014, zu der 444.057 Wahlkarten ausgestellt wurden, stieg die Zahl um 55 %. Den stärksten Anstieg gab es in Tirol mit 89 %, den geringsten in Wien mit 38 %.
In Österreich besteht wie bei der Nationalratswahl eine explizite Sperrklausel von vier Prozent. Durch die verwendete Sitzzuteilung nach dem D’Hondt-Verfahren kann die implizite Sperrklausel jedoch höher liegen, ab einem Stimmenanteil von 5,27 % ist ein Mandatsgewinn sicher.

## Wahlparteien und Kandidaten

### Listen, die zur Wahl standen
- ÖVP: 5
- SPÖ: 5
- FPÖ: 4
- GRÜNE: 3
- NEOS: 1

Um zur Wahl anzutreten, mussten Wahlparteien die Unterstützungsunterschrift eines Mitglieds des Europaparlaments, dreier Mitglieder des Nationalrates oder von 2.600 Wahlberechtigten vorlegen. Das Sammeln der Unterschriften war vom 12. März bis 12. April 2019 möglich.
Die Parteien, die zur Wahl standen (entsprechend der Reihung auf dem Stimmzettel) und ihre Spitzenkandidaten:

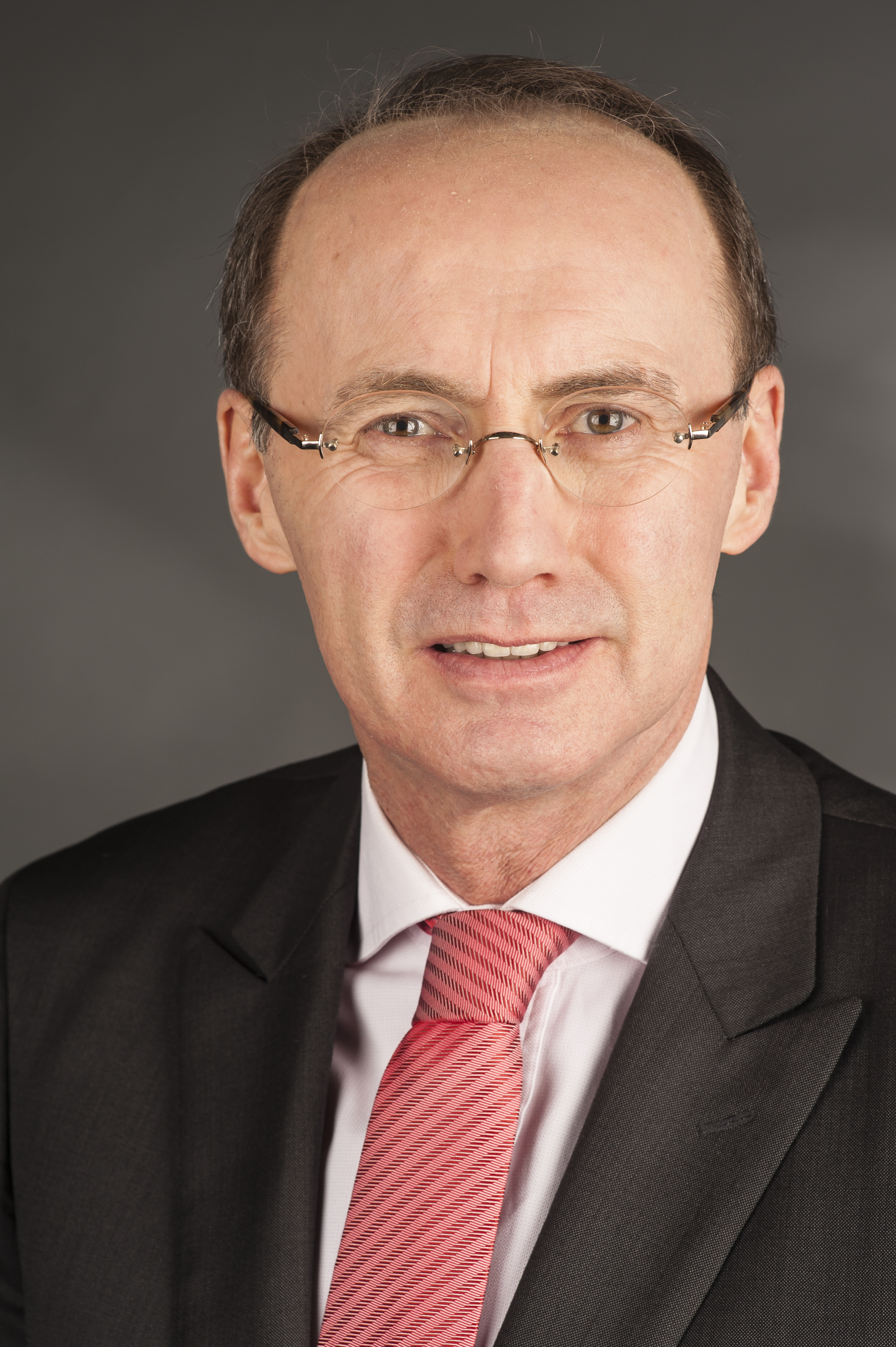
Die ÖVP führte einen Vorzugsstimmen-Wahlkampf, zum Spitzenkandidaten wurde vom ÖVP-Bundesparteivorstand der bisherige Delegationsleiter Othmar Karas gewählt.
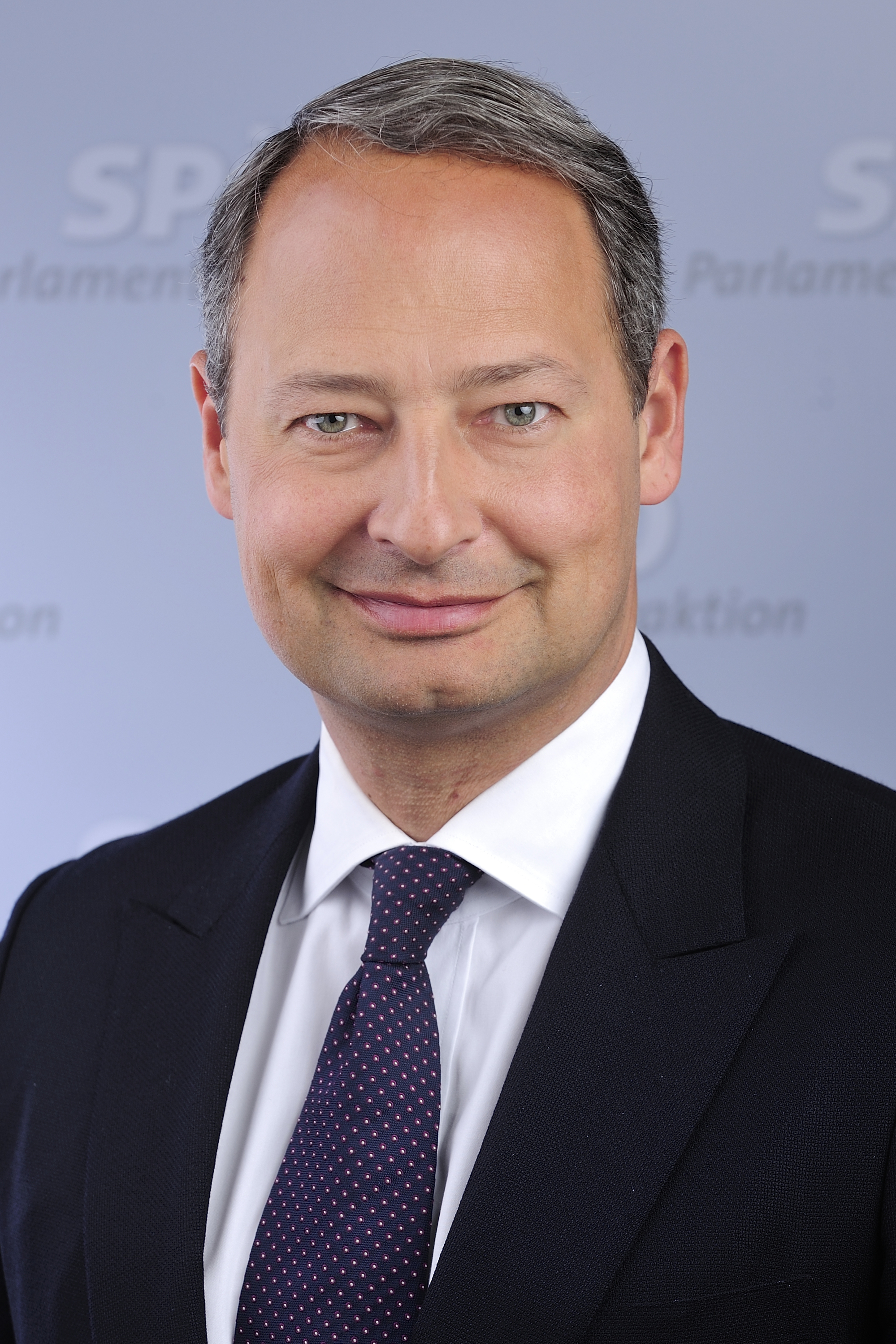
Die SPÖ ging mit Ex-Klubobmann Andreas Schieder ins Rennen.
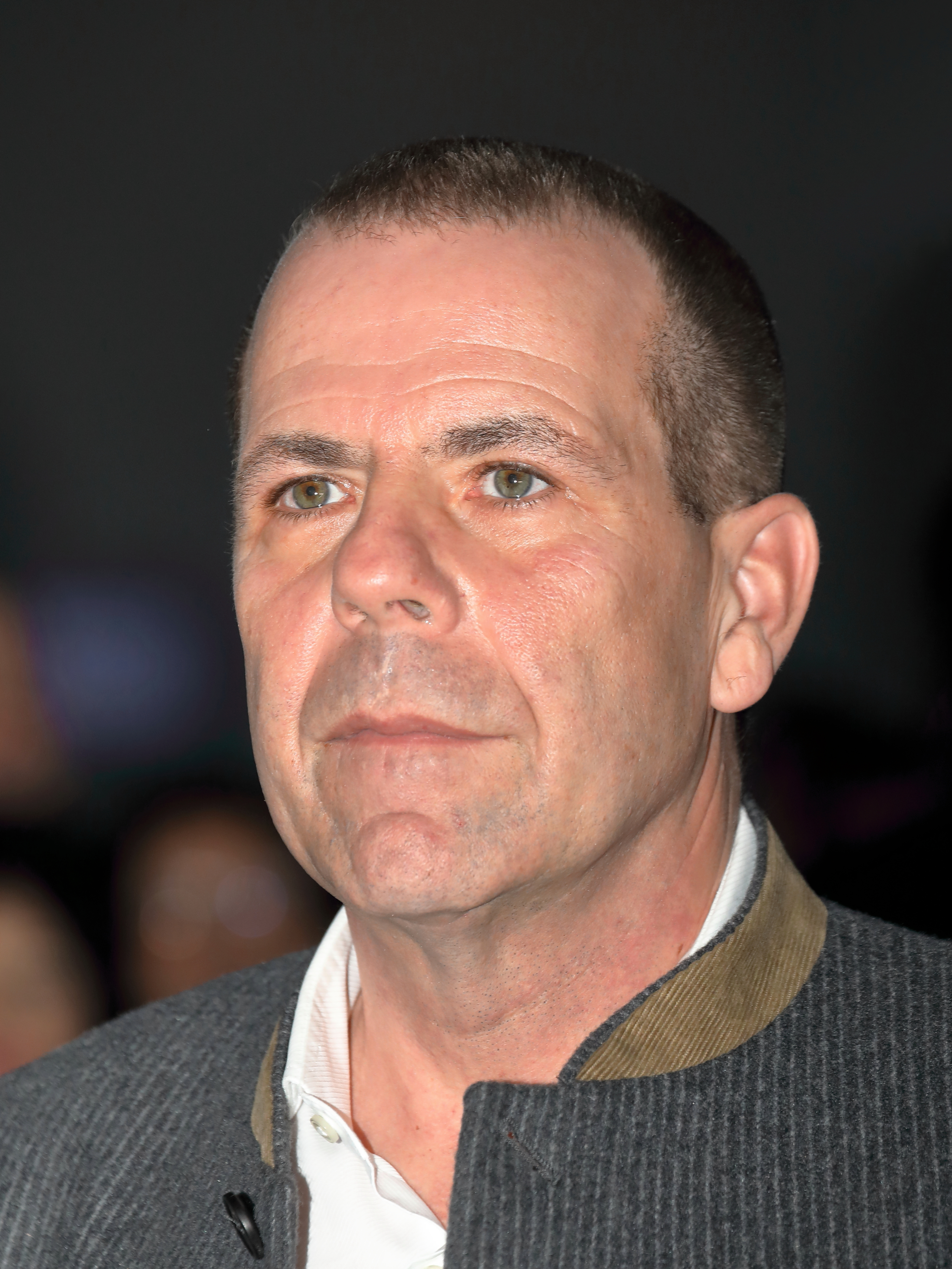
Für die FPÖ kandidierte erneut Harald Vilimsky.
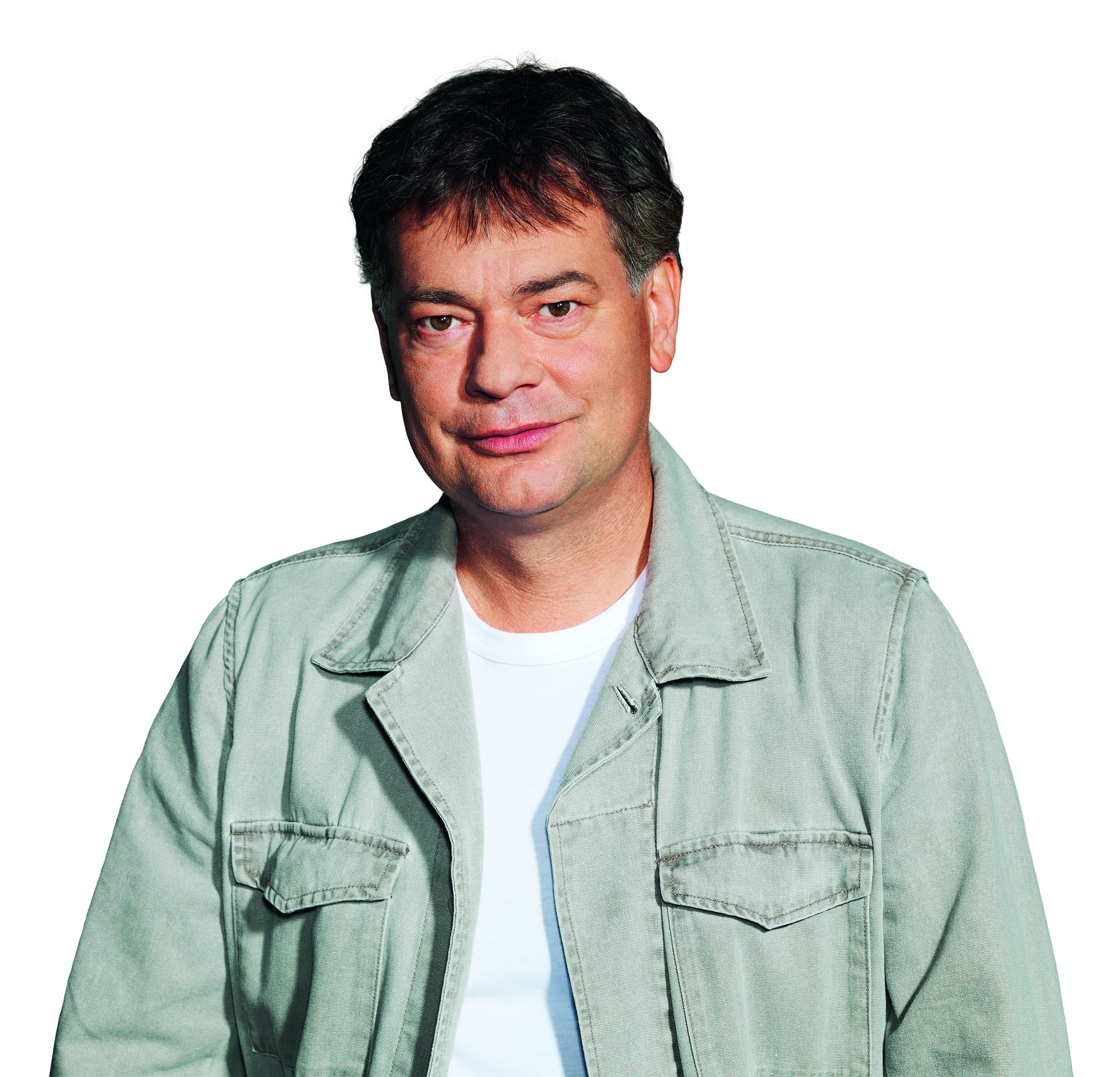
Für die Grünen ging deren Bundessprecher Werner Kogler in die Wahl.
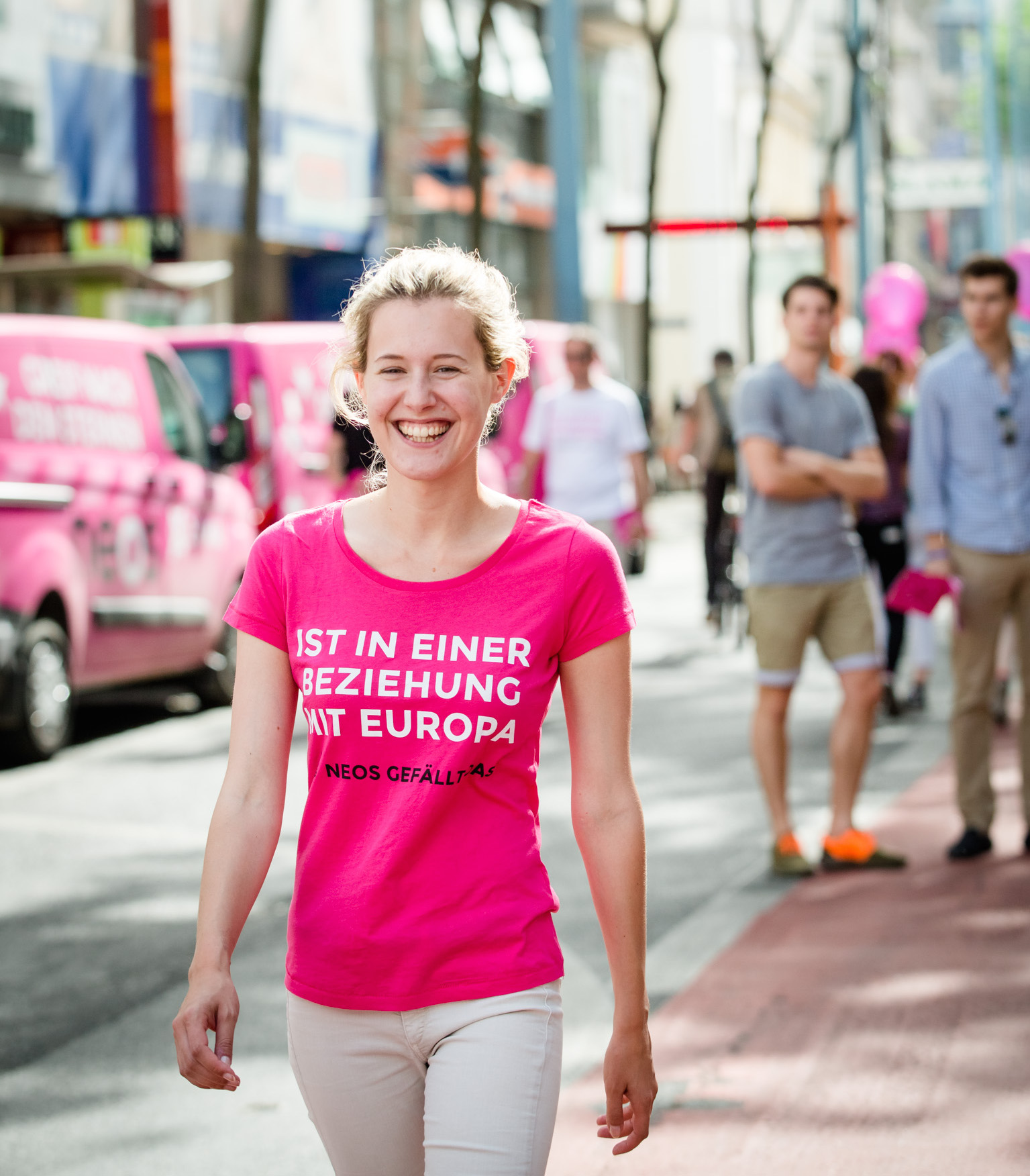
Für NEOS trat Claudia Gamon als Listenerste an.
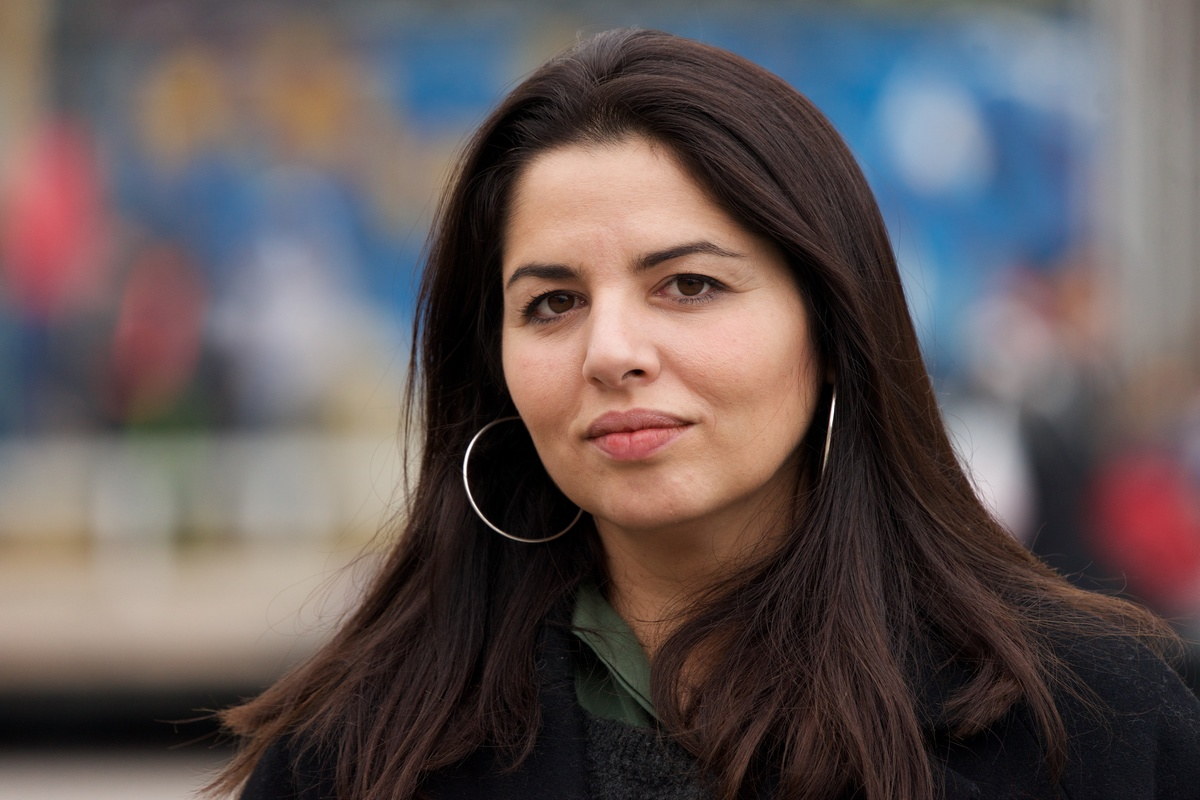
Für das Bündnis aus der KPÖ und der Europäischen Linken, das sich als KPÖ Plus – European Left, offene Liste der Wahl gestellt hatte, trat die in Wien lebende Griechin Katerina Anastasiou an.
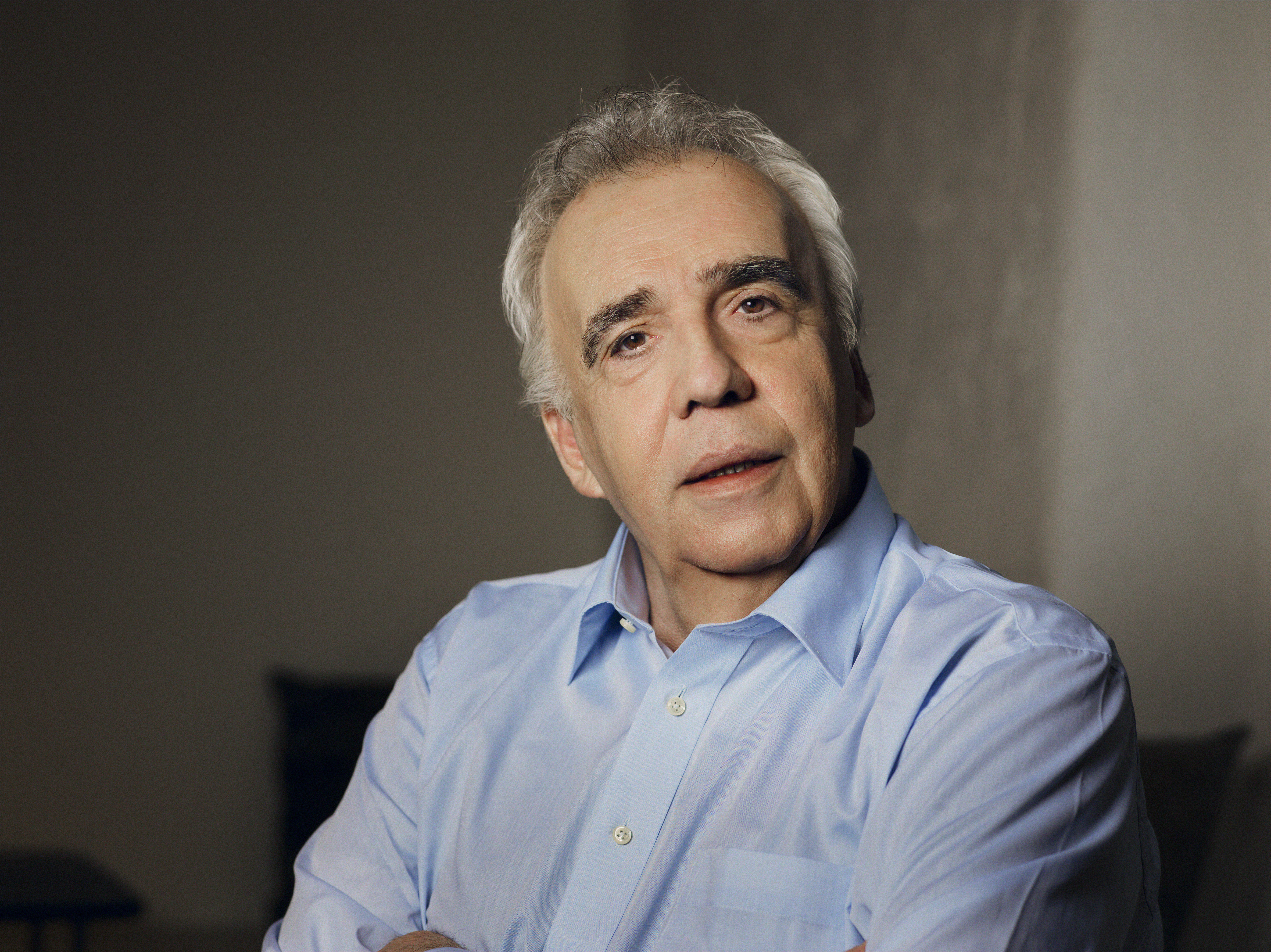
Der ehemalige Grüne EP-Abgeordnete Johannes Voggenhuber trat als Spitzenkandidat des Bündnisses Initiative 1 Europa mit der Jetzt – Liste Pilz als formal unabhängige Wahlpartei EUROPA Jetzt – Initiative Johannes Voggenhuber an.

Folgende Wahlparteien traten bei der Europawahl an:
| Liste | Wahlpartei                                                  | Kurzbe- zeichnung | Spitzenkandidat      | Europa- partei | Fraktion im EP | Mandate EU-Wahl 2014 1) | Mandate EU-Wahl 2019 2) |
| ----- | ----------------------------------------------------------- | ----------------- | -------------------- | -------------- | -------------- | ----------------------- | ----------------------- |
| 1     | Österreichische Volkspartei                                 | ÖVP               | Othmar Karas         | EVP            | EVP            | 5                       | 7                       |
| 2     | Sozialdemokratische Partei Österreichs                      | SPÖ               | Andreas Schieder     | SPE            | S&D            | 5                       | 5                       |
| 3     | Freiheitliche Partei Österreichs (FPÖ) – Die Freiheitlichen | FPÖ               | Harald Vilimsky      | MENL           | ENF            | 4                       | 3                       |
| 4     | Die Grünen – Grüne Alternative 3)                           | GRÜNE             | Werner Kogler        | EGP            | Grüne/EFA      | 3                       | 2 3)                    |
| 5     | NEOS – Das Neue Europa                                      | NEOS              | Claudia Gamon        | ALDE           | ALDE           | 1                       | 1                       |
| 6     | KPÖ Plus – European Left, offene Liste 4)                   | KPÖ               | Katerina Anastasiou  | EL             | —              | — 4)                    | 0                       |
| 7     | EUROPA Jetzt – Initiative Johannes Voggenhuber 5)           | EUROPA            | Johannes Voggenhuber | —              | 5)             | —                       | 0                       |

- Othmar Karas
(ÖVP)
- Andreas Schieder
(SPÖ)
- Harald Vilimsky
(FPÖ)
- Werner Kogler
(GRÜNE)
- Claudia Gamon
(NEOS)
- Katerina Anastasiou
(KPÖ)
- Johannes Voggenhuber
(EUROPA)

### Weitere Parteilisten
Folgende weitere Gruppierungen sammelten Unterstützungsunterschriften, schafften den Antritt aber nicht:
- Christliche Partei Österreichs (CPÖ; Europäische Christliche Politische Bewegung (ECPM), Spitzenkandidat: Daniel Dragomir)[21]
- Demokratische Alternative (Spitzenkandidat: Gerhard Kuchta)[22]
- EU-Austrittspartei (EUAUS, Spitzenkandidat: Robert Marschall)[23]
- EU-Austritt, Einwanderungs-Stopp, Direkte Demokratie, Neutralität (EU-NEIN), gemeinsame Liste von Bündnis Neutrales Freies Österreich (NFÖ) und „Initiative Heimat und Umwelt“ (Spitzenkandidaten: Inge Rauscher, Rudolf Pomaroli).[24] Die Liste hatte am 12. April fristgerecht Unterstützungserklärungen eingereicht, doch es fehlten 242 auf die nötigen 2600. Im Gegensatz etwa zur Bundespräsidentenwahl gibt es keine Nachfrist. Deshalb kündigte Rauscher am 15. Mai eine Wahlanfechtung (rechtlich möglich ab 12. Juni) an und kritisierte auch „gesetzliche, behördliche und demokratiepolitische Missstände“.[25]
- Liste Öxit – Die Stimme (Spitzenkandidat: Markus Ripfl)[26]
- Volt Österreich (Spitzenkandidat: Benjamin Wolf)[27]

### Prominente Quereinsteiger
Wie schon früher etwa Ursula Stenzel (damals ÖVP) oder Eugen Freund (SPÖ), davor Moderatorin bzw. Moderator des Österreichischen Rundfunks, kandidieren auch bei dieser Europawahl österreichische Prominente als Quereinsteiger bei der Wahl. So konnte die ÖVP den früheren ORF-Moderator Wolfram Pirchner für ihren sechsten Listenplatz gewinnen, der aufgrund des von der ÖVP geführten Vorzugsstimmenwahlkampfs allerdings keinen Sitz im EU-Parlament bekommen wird. Bei den Grünen (zwei Mandate bei der Wahl) kandidierte erfolgreich die TV-Köchin, Landwirtin und Unternehmerin Sarah Wiener auf dem zweiten Listenplatz.

### Verlauf

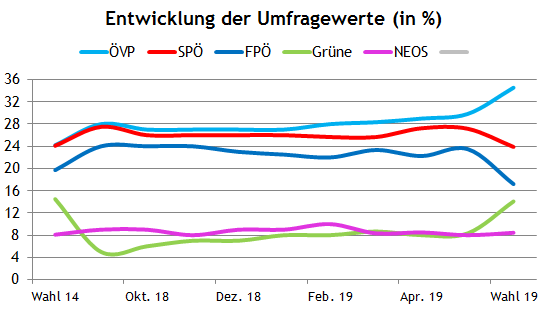
Verlauf der Umfragen von der Wahl 2014 bis zur Wahl 2019

## Umfragen

### Letzte Umfragen
| Institut         | Datum      | ÖVP     | SPÖ     | FPÖ     | GRÜNE  | NEOS  | EUROPA JETZT | KPÖ PLUS / Sonst. |
| ---------------- | ---------- | ------- | ------- | ------- | ------ | ----- | ------------ | ----------------- |
| Research Affairs | 16.05.2019 | 29 %    | 27 %    | 23 %    | 8 %    | 9 %   | 2 %          | 2 %               |
| Unique Research  | 09.05.2019 | 30 %    | 27 %    | 23 %    | 10 %   | 8 %   | 1 %          | 1 %               |
| OGM              | 02.05.2019 | 30–31 % | 27–28 % | 24–25 % | 7 %    | 7 %   | 1–2 %        | 2 %               |
| Research Affairs | 01.05.2019 | 29 %    | 27 %    | 23 %    | 7 %    | 10 %  | 2 %          | 2 %               |
| Research Affairs | 17.04.2019 | 29 %    | 27 %    | 22 %    | 7 %    | 10 %  | 2 %          | 3 %               |
| Market           | 15.04.2019 | 30 %    | 28 %    | 20 %    | 8 %    | 9 %   | 2 %          | 3 %               |
| Research Affairs | 03.04.2019 | 29 %    | 26 %    | 22 %    | 8 %    | 9 %   | 3 %          | 3 %               |
| INSA             | 01.04.2019 | 28 %    | 28 %    | 25 %    | 9 %    | 6 %   | 2 %          | 2 %               |
| Research Affairs | 20.03.2019 | 28 %    | 26 %    | 23 %    | 8 %    | 8 %   | 3 %          | 4 %               |
| Research Affairs | 06.03.2019 | 28 %    | 26 %    | 23 %    | 9 %    | 9 %   | 2 %          | 3 %               |
| INSA             | 01.03.2019 | 29 %    | 25 %    | 24 %    | 9 %    | 8 %   | 2 %          | 3 %               |
| Market           | 20.02.2019 | 30 %    | 25 %    | 21 %    | 8 %    | 11 %  | 2 %          | 3 %               |
| Research Affairs | 20.02.2019 | 27 %    | 26 %    | 23 %    | 9 %    | 9 %   | 2 %          | 4 %               |
| Research Affairs | 06.02.2019 | 27 %    | 26 %    | 22 %    | 7 %    | 10 %  | 4 %          | 4 %               |
| Research Affairs | 23.01.2019 | 27 %    | 26 %    | 22 %    | 8 %    | 9 %   | 3 %          | 5 %               |
| Research Affairs | 09.01.2019 | 27 %    | 26 %    | 23 %    | 8 %    | 9 %   | 2 %          | 5 %               |
| Research Affairs | 12.12.2018 | 27 %    | 26 %    | 23 %    | 7 %    | 9 %   | 2 %          | 6 %               |
| Research Affairs | 28.11.2018 | 27 %    | 26 %    | 24 %    | 7 %    | 8 %   | 3 %          | 5 %               |
| Research Affairs | 14.11.2018 | 27 %    | 26 %    | 24 %    | 7 %    | 8 %   | 3 %          | 5 %               |
| Research Affairs | 17.10.2018 | 27 %    | 26 %    | 24 %    | 6 %    | 9 %   | 3 %          | 5 %               |
| Research Affairs | 20.09.2018 | 28 %    | 28 %    | 24 %    | 5 %    | 9 %   | 1 %          | 5 %               |
| Research Affairs | 05.09.2018 | 28 %    | 27 %    | 24 %    | 5 %    | 9 %   | 2 %          | 5 %               |
| Europawahl 2014  | 25.05.2014 | 27,0 %  | 24,1 %  | 19,7 %  | 14,5 % | 8,1 % | —            | 6,6 %             |

### Sonntagsfrage in den Bundesländern

#### Burgenland
| Institut                  | Datum      | SPÖ    | ÖVP    | FPÖ    | GRÜNE | NEOS  | EUROPA JETZT | KPÖ PLUS / Sonst. |
| ------------------------- | ---------- | ------ | ------ | ------ | ----- | ----- | ------------ | ----------------- |
| Public Opinion Strategies | 29.04.2019 | 33 %   | 34 %   | 20 %   | 8 %   | 3 %   | 1 %          | 1 %               |
| Europawahl 2014           | 25.05.2014 | 33,5 % | 31,0 % | 17,8 % | 8,0 % | 4,9 % | —            | 4,8 %             |

#### Oberösterreich
| Institut        | Datum      | ÖVP     | SPÖ     | FPÖ     | GRÜNE  | NEOS  | EUROPA JETZT | KPÖ PLUS / Sonst. |
| --------------- | ---------- | ------- | ------- | ------- | ------ | ----- | ------------ | ----------------- |
| ARGE Wahlen     | 25.02.2019 | 28–29 % | 25–26 % | 21–22 % | 7–8 %  | 8–9 % | 3–4 %        | 4–6 %             |
| Europawahl 2014 | 25.05.2014 | 28,0 %  | 24,4 %  | 20,5 %  | 13,4 % | 7,3 % | —            | 6,4 %             |

#### Tirol
| Institut        | Datum      | ÖVP    | GRÜNE  | FPÖ    | SPÖ    | NEOS   | EUROPA JETZT | KPÖ PLUS / Sonst. |
| --------------- | ---------- | ------ | ------ | ------ | ------ | ------ | ------------ | ----------------- |
| IMAD            | 13.05.2019 | 34,1 % | 14,6 % | 18,1 % | 18,8 % | 10,5 % | 3,0 %        | 0,9 %             |
| Europawahl 2014 | 25.05.2014 | 32,4 % | 17,5 % | 17,4 % | 16,7 % | 9,7 %  | —            | 6,3 %             |

#### Vorarlberg
| Institut        | Datum      | ÖVP    | GRÜNE  | FPÖ    | NEOS   | SPÖ    | EUROPA JETZT | KPÖ PLUS / Sonst. |
| --------------- | ---------- | ------ | ------ | ------ | ------ | ------ | ------------ | ----------------- |
| SORA            | 24.03.2019 | 43 %   | 12 %   | 20 %   | 14 %   | 10 %   | 1 %          | 0 %               |
| Europawahl 2014 | 25.05.2014 | 28,2 % | 23,3 % | 17,1 % | 14,9 % | 10,6 % | —            | 5,9 %             |

## Ergebnis
| Listen                                | Listen                                         | Stimmen   | %    | +/-   | Mandate | +/- |
| ------------------------------------- | ---------------------------------------------- | --------- | ---- | ----- | ------- | --- |
|                                       | Österreichische Volkspartei                    | 1.305.956 | 34,6 | +7,6  | 7       | +2  |
|                                       | Sozialdemokratische Partei Österreichs         | 903.151   | 23,9 | –0,2  | 5       | ±0  |
|                                       | Freiheitliche Partei Österreichs               | 650.114   | 17,2 | –2,5  | 3       | –1  |
|                                       | Die Grünen – Die Grüne Alternative             | 532.193   | 14,1 | –0,4  | 2       | –1  |
|                                       | NEOS – Das Neue Österreich und Liberales Forum | 319.024   | 8,4  | +0,3  | 1       | ±0  |
|                                       | Europa Jetzt                                   | 39.239    | 1,0  | Neu   | –       | Neu |
|                                       | KPÖ Plus                                       | 30.087    | 0,8  | Neu   | –       | Neu |
| Gesamt                                | Gesamt                                         | 3.779.764 | 100  |       | 18      | ±0  |
|                                       |                                                |           |      |       |         |     |
| Ungültige Stimmen                     | Ungültige Stimmen                              | 54.898    | 1,4  | –1,5  |         |     |
| Wähler                                | Wähler                                         | 3.834.662 | 59,8 | +14,4 |         |     |
| Wahlberechtigte                       | Wahlberechtigte                                | 6.416.177 |      |       |         |     |
|                                       |                                                |           |      |       |         |     |
| Quelle: Bundesministerium für Inneres |                                                |           |      |       |         |     |

## Fraktionen im Europäischen Parlament
| Partei                         | Partei                                         | Mandate | Fraktion |
| ------------------------------ | ---------------------------------------------- | ------- | -------- |
|                                | Österreichische Volkspartei                    | 7 / 18  | EVP      |
|                                | Sozialdemokratische Partei Österreichs         | 5 / 18  | S&D      |
|                                | Freiheitliche Partei Österreichs               | 3 / 18  | ID       |
|                                | Die Grünen – Die Grüne Alternative             | 2 / 18  | G/EFA    |
|                                | NEOS – Das Neue Österreich und Liberales Forum | 1 / 18  | RE       |
|                                |                                                |         |          |
| Quelle: Europäisches Parlament |                                                |         |          |

### Nach dem Brexit
| Partei                         | Partei                                         | Mandate | Fraktion |
| ------------------------------ | ---------------------------------------------- | ------- | -------- |
|                                | Österreichische Volkspartei                    | 7 / 19  | EVP      |
|                                | Sozialdemokratische Partei Österreichs         | 5 / 19  | S&D      |
|                                | Freiheitliche Partei Österreichs               | 3 / 19  | ID       |
|                                | Die Grünen – Die Grüne Alternative             | 3 / 19  | G/EFA    |
|                                | NEOS – Das Neue Österreich und Liberales Forum | 1 / 19  | RE       |
|                                |                                                |         |          |
| Quelle: Europäisches Parlament |                                                |         |          |

## Ergebnis nach Ländern
| Europawahl 2019 – Burgenland %403020100 35,4 (+4,4)33,0 (−0,5)17,5 (−0,3)7,8 (−0,3)5,2 (+0,2)0,7 (n. k.)0,4 (n. k.) ÖVPSPÖFPÖGRÜNENEOSEUROPAKPÖ20142019          | Europawahl 2019 – Kärnten %403020100 30,4 (−2,4)28,9 (+8,9)21,6 (+1,4)9,9 (−2,6)7,7 (+1,1)0,9 (n. k.)0,6 (n. k.) SPÖÖVPFPÖGRÜNENEOSEUROPAKPÖ20142019          |
| Europawahl 2019 – Niederösterreich %50403020100 40,1 (+7,1)22,3 (−0,6)17,8 (−1,2)10,5 (−0,7)7,8 (+0,3)0,9 (n. k.)0,6 (n. k.) ÖVPSPÖFPÖGRÜNENEOSEUROPAKPÖ20142019 | Europawahl 2019 – Oberösterreich %403020100 35,1 (+7,1)25,0 (+0,5)18,1 (−2,5)13,4 (± 0,0)7,0 (−0,4)0,8 (n. k.)0,6 (n. k.) ÖVPSPÖFPÖGRÜNENEOSEUROPAKPÖ20142019 |
| Europawahl 2019 – Salzburg %50403020100 43,1 (+10,8)18,2 (−3,2)14,5 (−4,1)14,1 (± 0,0)8,3 (+1,2)1,1 (n. k.)0,7 (n. k.) ÖVPSPÖFPÖGRÜNENEOSEUROPAKPÖ20142019       | Europawahl 2019 – Steiermark %403020100 35,7 (+10,5)21,4 (−1,3)19,7 (−4,5)13,3 (+0,2)7,8 (−0,9)1,1 (n. k.)0,9 (n. k.) ÖVPSPÖFPÖGRÜNENEOSKPÖEUROPA20142019     |
| Europawahl 2019 – Tirol %50403020100 42,6 (+10,2)16,3 (−1,2)15,5 (−1,3)15,2 (−2,3)8,8 (−0,8)1,0 (n. k.)0,6 (n. k.) ÖVPGRÜNESPÖFPÖNEOSEUROPAKPÖ20142019           | Europawahl 2019 – Vorarlberg %403020100 34,6 (+6,4)18,8 (−4,5)17,3 (+2,3)14,1 (−3,0)13,5 (+2,9)1,2 (n. k.)0,6 (n. k.) ÖVPGRÜNENEOSFPÖSPÖEUROPAKPÖ20142019     |
| Europawahl 2019 – Wien %403020100 30,3 (+2,7)21,4 (+4,8)20,8 (−0,1)14,4 (−3,8)10,2 (+1,2)1,6 (n. k.)1,3 (n. k.) SPÖÖVPGRÜNEFPÖNEOSEUROPAKPÖ20142019              | |